# Fears of a Clown
"Fears of a Clown" é o décimo quarto episódio da vigésima nona temporada da série animada Os Simpsons, e o 632.º no total. Foi ao ar nos Estados Unidos pela FOX em 1 de abril de 2018.

## Enredo
O diretor Skinner conta ao zelador Willie que ele planeja se aposentar, com Martin descobrindo o segredo e espalhando-o por toda a escola. Durante a despedida final, Skinner escolhe Bart Simpson para sua despedida final, que tentou atirar na cabeça dele com uma pedra. No entanto, foi revelado que a aposentadoria era apenas um ardil, então Skinner finalmente daria um assovio sobre Bart depois de anos sendo enganado por ele.
Sentindo-se envergonhado e zangado, Bart opta por fazer a última brincadeira para toda a equipe, colando os rostos de Skinner e o pessoal com as máscaras de plástico do Krusty. Infelizmente, isso faz com que as pessoas em torno de Springfield fiquem apavoradas com palhaços, e também faz com que Krusty perca sua vantagem cômica.
Por causa disso, Krusty não é mais um personagem cômico e até perde sua aparência e maquiagem de palhaço. Homer Simpson diz então que Krusty se parece com ele. Lisa então convence Krusty a se transformar em um ator sério, e ele participa de uma versão de paródia de Death of a Salesman, chamada "O mau dia do vendedor", escrita por Llewellyn Sinclair (sua segunda aparição desde "A Streetcar Named Marge") que primeiro não conseguiu, até Sinclair motivá-lo, fazendo com que Krusty se tornasse um ator sério até que seu eu-palhaço aparecesse em sua mente, dizendo-lhe que ele ainda é um palhaço e nada mais.
Enquanto isso, Bart está no tribunal e estava prestes a ficar livre com os "garotos serão garotos" dizendo, até que Marge Simpson faça objeções e diga ao juiz Dowd que o que Bart fez foi terrível e ele tem um problema real com brincadeiras e sugere que o juiz Dowd pune. Bart, resultando em ele ir a um centro de reabilitação por quase um mês. Embora Marge pense que ela fez uma coisa boa, ela não sabe se realmente era uma coisa boa ela mesma. Durante uma sessão, enquanto Bart coloca as tachas na cadeira do médico, o médico convence Marge a entrar e se sentar em sua cadeira, fazendo com que Bart pare a brincadeira e complete um passo de seu tratamento.
Depois de ser liberado, Bart vai se desculpar com as pessoas que ele pregou. No entanto, com o incentivo de Willie, Bart planeja puxar a peça final, encenando um falso pedido de desculpas no ginásio, onde acima da multidão está uma rede cheia de balões de água. Mas quando ele vê Marge no meio da multidão, ele tenta dizer para as pessoas fugirem, mas o peso dos balões de água quebra a rede, fazendo com que a multidão seja atingida pela água, com Marge finalmente percebendo "que garotos serão garotos" dizendo é real e que a maternidade fede, seguida por Homer dizendo o mesmo e Marge entrando no banheiro dos meninos para se equilibrar com ele.
Na noite da peça, Krusty ainda está sendo assombrado por seu antigo palhaço. Durante a peça, enquanto Krusty tentava acalmar a voz dentro de sua mente, ele fazia a platéia rir. Ele percebe que não é um ator sério, mas um palhaço, e começa a fazer travessuras cômicas.
Na cena final, a peça em que Krusty se encontrava é vista mais tarde sendo testemunhada pelos fantasmas de Krusty, Arthur Miller, o Rabino Hyman Krustofsky e William Shakespeare.

## Recepção
Dennis Perkins do The A.V. Club deu a este episódio um C-, afirmando: "Às vezes, 'xThe Simpsons' apresenta um episódio que é tão pálido, uma aproximação de seu melhor que se sobressair torna-se um exercício de mão se agitando e profundos e profundos suspiros. 'Fears of a Clown' Não é bom, também não é ruim, ao contrário, é irrelevante em seus ecos ocos de episódios passados, na verdade memoráveis, quando o livro sobre Os Simpsons está finalmente encerrado e os inevitáveis rankings de todos os tempos. são compilados, 'Fears Of A Clown' é uma daquelas parcelas destinadas a provocar olhares vazios, mesmo de fãs durões. Ela mal existe."
"Fears of a Clown" marcou uma classificação de 0,9 com uma quota de 4 e foi assistido por 2,06 milhões de pessoas, tornando-se o programa mais bem avaliado da noite da Fox.